# Verwaltungsgemeinschaft Bernsdorf
Die Verwaltungsgemeinschaft Bernsdorf war eine Verwaltungsgemeinschaft im Freistaat Sachsen im Landkreis Bautzen. Sie lag im Nordwesten des Landkreises, zirka 11 km nördlich der Stadt Kamenz und 18 km südwestlich von Hoyerswerda. Das Gemeinschaftsgebiet, mit der Stadt Bernsdorf in der Mitte, lag in einem ausgedehnten Waldgebiet am äußersten westlichen Rand der Oberlausitzer Heide- und Teichlandschaft. Im ehemaligen Gemeinschaftsgebiet sind die Spuren des ehemaligen Braunkohlenabbaues nicht zu übersehen. Durch das Gemeinschaftsgebiet verläuft die Bundesstraße 97.
Die Verwaltungsgemeinschaft wurde im April 1994 gegründet und zum 1. Januar 2012 aufgelöst, nachdem mit Wiednitz die letzte verbliebene Gemeinde nach Bernsdorf eingegliedert wurde.

## Gemeinden
- Bernsdorf, erfüllende Gemeinde
- Großgrabe, am 1. Januar 1997 nach Bernsdorf eingemeindet
- Straßgräbchen, am 1. Januar 2007 nach Bernsdorf eingemeindet
- Weißig, schied durch Eingemeindung nach Oßling zum 1. Januar 1996 aus dem Gebiet der Verwaltungsgemeinschaft aus
- Wiednitz, am 1. Januar 2012 nach Bernsdorf eingemeindet